# Presidente Rómulo Gallegos
Pour les articles homonymes, voir Gallegos.
Presidente Rómulo Gallegos est l'une des sept paroisses civiles de la municipalité d'Alberto Adriani dans l'État de Mérida au Venezuela. Sa capitale est El Vigía, chef-lieu de la municipalité.